# غادفة ثنائية الأسنان
غادفة ثنائية الأسنان (الاسم العلمي: Diaptomus bidens) هي نوع من القشريات تتبع جنس الغادفة من فصيلة الغادفات.